# Copa de Grecia de waterpolo femenino
La Copa de Grecia de waterpolo femenino es la segunda competición más importante de waterpolo entre clubes griegos en waterpolo femenino. La copa comienza a celebrarse desde 2018. Está organizada por  la Federación Helénica de natación.

## Historial
| Temporada | Campeón          | Resultado | Finalista        | Sede Final  | ref         |
| --------- | ---------------- | --------- | ---------------- | ----------- | ----------- |
| 2017–18   | Olympiakos Pireo | 14 – 11   | NO Vouliagmeni   | Karpenisi   | [ 1 ]       |
| 2018–19   | NO Vouliagmeni   | 10 – 8    | Olympiakos Pireo | Quíos       | [ 2 ]       |
| 2019–20   | Olympiakos Pireo | 16 – 4    | Nireas Chalandri | Falero      | [ 3 ]       |
| 2020–21   | Olympiakos Pireo | 11 – 8    | NO Vouliagmeni   | Vouliagmeni | [ 4 ]       |
| 2021–22   | Olympiakos Pireo | 14 – 7    | ANO Glyfada      | Larissa     | [ 5 ]       |
| 2022–23   | Olympiakos Pireo | 11 – 6    | NO Vouliagmeni   | Patras      | [ 6 ]       |
| 2023–24   | Ethnicos Pireo   | 13 – 11   | Olympiakos Pireo | Vouliagmeni | [ 7 ]       |
| 2024–25   | Olympiakos Pireo | 12 – 10   | NO Vouliagmeni   | Volos       | [ 8 ] [ 9 ] |

## Palmarés
| Club                  | Ganador | Finalista | Temporadas                         |
| --------------------- | ------- | --------- | ---------------------------------- |
| Olympiacos S.F. Pireo | 6       | 2         | 2018, 2020, 2021, 2022, 2023, 2025 |
| NO Vouliagmeni        | 1       | 4         | 2019                               |
| Ethnicos Pireo        | 1       | -         | 2024                               |
| Nireas Chalandri      | -       | 1         |                                    |
| ANO Glyfada           | -       | 1         |                                    |

## MVP de la Final
| Año  | Jugadora             | Equipo           |
| ---- | -------------------- | ---------------- |
| 2018 | Monika Eggens        | Olympiakos Pireo |
| 2019 | Ashleigh Johnson     | NO Vouliagmeni   |
| 2020 | Eleftheria Plevritou | Olympiakos Pireo |
| 2021 | Alkisti Avramidou    | Olympiakos Pireo |
| 2022 | ElenaXenaki          | Olympiakos Pireo |
| 2023 | ElenaXenaki          | Olympiakos Pireo |
| 2024 | Eleni Sotireli       | Ethnicos Pireo   |
| 2025 | Abby Andrews         | Olympiakos Pireo |